# Jan Lewitt
Jan Lewitt (także Jan Le Witt, ur. 3 kwietnia 1907 w Częstochowie, zm. 21 stycznia 1991 w Londynie) – polsko-brytyjski grafik, ilustrator, plakacista, partner Jerzego Hima w spółce autorskiej „Lewitt i Him”.
Po ukończeniu szkoły w Częstochowie podróżował w ciągu trzech lat po Europie i Bliskim Wschodzie. Utrzymywał się z pracy w charakterze robotnika w przemyśle maszynowym, w fabryce mydła, w gorzelni, jako robotnik rolny. Jako samouk pracował jako grafik, architekt i kompozytor. 
W roku 1929 zaprojektował czcionkę hebrajską „Chaim” odpowiadającą łacińskim czcionkom bezszeryfowym. W roku 1930 przedstawił swoje prace na wystawie indywidualnej w Warszawie.
W roku 1933 poznał grafika Jerzego Hima i stworzył wraz z nim dwuosobową spółkę autorską, która przetrwała do roku 1955.
W roku 1934 spółka Lewitt-Him osiągnęła sukces dzięki ilustracjom do wierszy Juliana Tuwima „Lokomotywa”. 
Lewitt i Him wyemigrowali w roku 1937 do Londynu. W czasie II wojny światowej tworzyli plakaty dla brytyjskiego Ministerstwa Informacji. Jan Lewitt otrzymał w roku 1947 obywatelstwo brytyjskie.
Po rozwiązaniu spółki autorskiej Lewitt zajął się indywidualną twórczością. M.in. projektował scenografię i kostiumy dla baletu Sadler's Wells. Projektował też tkaniny ścienne i witraże.